# Appietto
Appietto (korziško Appiettu) je naselje in občina v francoskem departmaju Corse-du-Sud regije - otoka Korzika. Leta 2006 je naselje imelo 1.311 prebivalcev.

## Geografija
Kraj leži na zahodni strani otoka Korzike 17 km severno od središča Ajaccia.

## Uprava
Občina Appietto skupaj s sosednjimi občinami Afa, Alata, Bastelicaccia in Villanova ter delom Ajaccia sestavlja kanton Ajaccio-7; slednji se nahaja v okrožju Ajaccio.

## Zanimivosti
- ruševine kapele saint-Cyr;